# Pierre à cupules de Magnieu
La pierre à cupules de Magnieu est un mégalithe de type pierre à cupules, originellement située à Magnieu, en France qui a été déplacé[Quand ?] à Belley dans le parc Jean-Pierre-Camus du palais épiscopal de Belley.

## Présentation
La pierre était originellement située sur la commune de Magnieu. La pierre est classée au titre des monuments historiques en 1920. Elle est située à présent dans le parc Jean-Pierre-Camus à Belley. À noter qu'une seconde pierre à cupules se trouve à proximité immédiate de celle de Magnieu : la pierre à cupules de Magnieu est la plus imposante des deux.